# Te Rauparaha

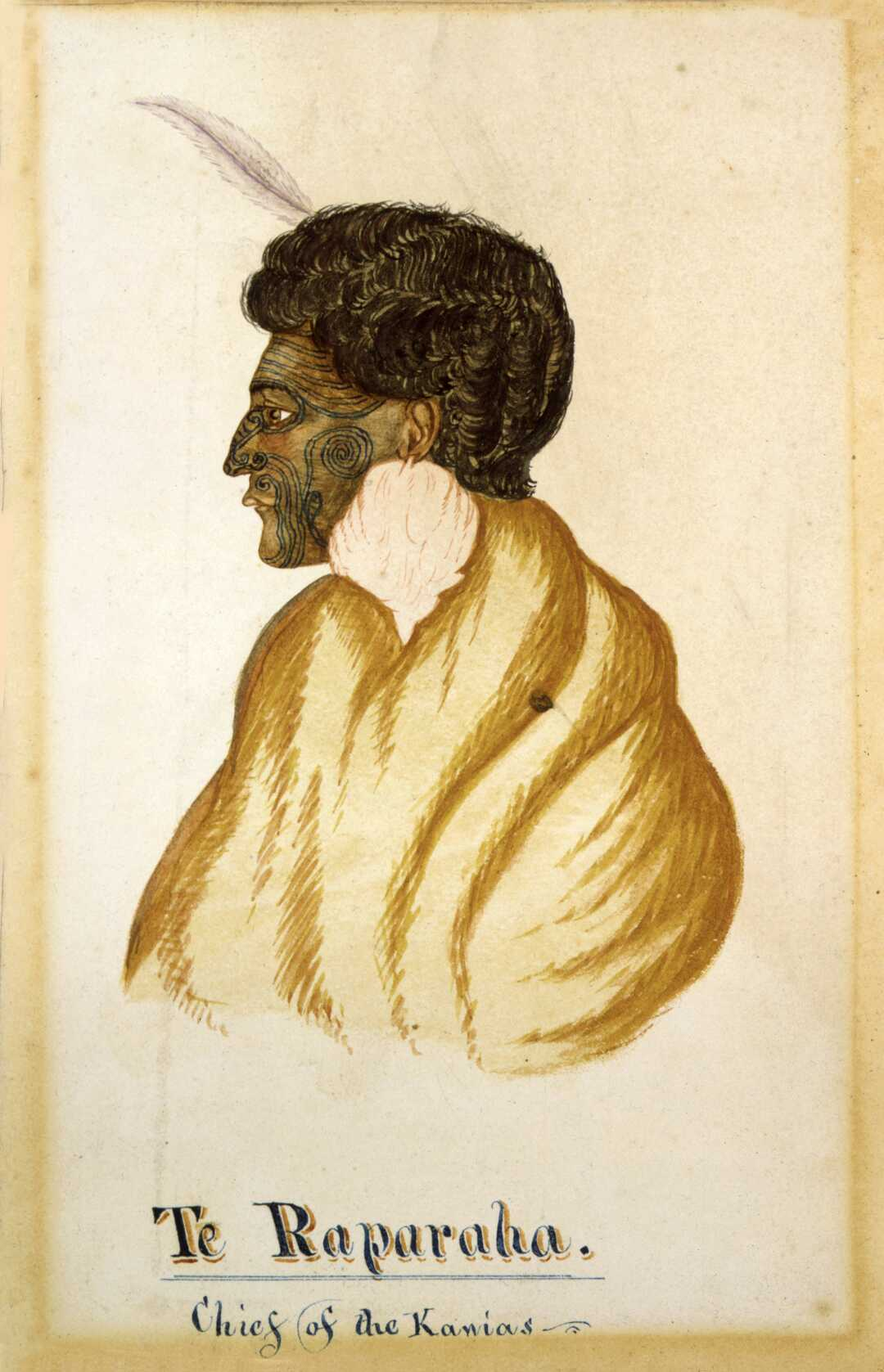
Te Rauparaha um 1840

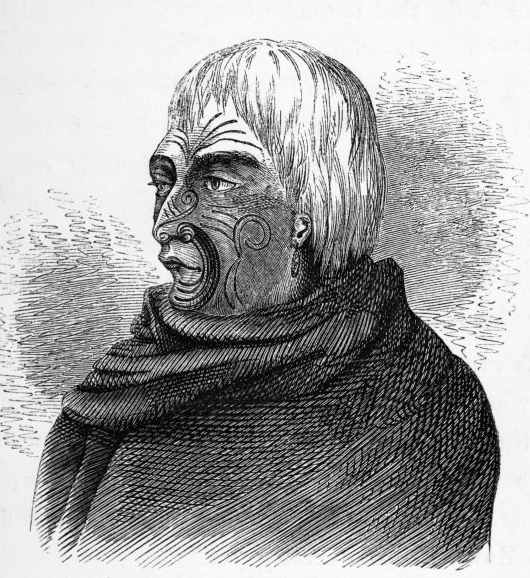
Te Rauparaha, 1849

Te Rauparaha (* um 1760; † 27. November 1849 in Ōtaki, Neuseeland) war ein Māori und Anführer des Iwi Ngāti Toa, der während der Musketenkriege eine führende Rolle innehatte. Er war am ersten Landverkauf an die New Zealand Company beteiligt und in den Wairau-Tumult in Marlborough verwickelt, dem ersten bewaffneten Konflikt zwischen Māori und den Briten.
Er komponierte um 1810 Ka Mate, den bekanntesten Haka-Tanz überhaupt, der unter anderem von der neuseeländischen Rugby-Union-Nationalmannschaft, den All Blacks, vor jedem Spiel aufgeführt wird.

## Leben
Um 1815 verdrängten Musketen die traditionellen Waffen der Māori und veränderten die Art der Kriegsführung zwischen den Stämmen nachhaltig. 1819 schloss sich Te Rauparaha einer größeren Kriegergruppe der Ngāpuhi unter Tāmati Wāka Nene an, die vorübergehend das Gebiet zwischen Waikato und der Cookstraße eroberte. In den darauf folgenden Jahren intensivierten sich die Stammeskriege und 1822 wurden die Ngāti Toa aus ihrer angestammten Heimat an der Westküste der Nordinsel vertrieben. Angeführt von Te Rauparaha erkämpften sie sich einen Weg nach Süden, eroberten den südlichen Teil der Nordinsel. Die vorgelagerte Insel Kapiti Island wurde zur Basis des Stammes. Die Versuche mehrerer Māori-Stämme, Kapiti Island zu erobern, wurden zurückgeschlagen.
Es gab bereits zahlreiche Walfangstationen europäischer Siedler (Pākehā) in der Region. Te Rauparaha trieb mit diesen regen Handel, sicherte den Nachschub an Musketen und vergrößerte so seine militärische Stärke und sein Mana. 1827 begann er mit der Eroberung der Südinsel und kontrollierte schließlich in den frühen 1830er Jahren deren nördlichen Teil. Nach einer dreimonatigen Belagerung eroberten die Ngāti Toa die bedeutende Pā (befestigte Siedlung) der Ngāi Tahu bei Kaiapoi, kurz darauf auch Onawe an der Bucht von Akaroa. Diese und andere Schlachten im Süden hatten jedoch eher den Charakter von Rachefeldzügen und dienten weniger der Ausdehnung des kontrollierten Territoriums.
Am 16. Oktober 1839 landete die von William Wakefield angeführte Expedition der New Zealand Company auf Kapiti Island. Die Gesellschaft hatte vor, weite Landstriche zu erwerben, um permanente europäische Siedlungen errichten zu können. Te Rauparaha verkaufte Land in der Gegend, wo später die Stadt Nelson entstand. Am 6. Februar 1840 gehörte er zu den Mitunterzeichnern des Vertrags von Waitangi, mit der das Vereinigte Königreich die Souveränität über Neuseeland übernahm (unter der Voraussetzung, dass er seinen Status als Stammesführer weiterhin beibehalten konnte).
Als immer mehr britische Siedler ins Land strömten, weigerte sich Te Rauparaha, weiterhin Land zu verkaufen. Dies führte rasch zu Konflikten mit den Siedlern, da diese glaubten, sie besäßen das gottgegebene Recht, ganz Neuseeland zu besetzen. Der Streit eskalierte im so genannten Wairau-Tumult, als eine Gruppe aus Nelson versuchte, Te Rauparaha zu verhaften und dabei 22 Briten getötet wurden. Die darauf folgende Untersuchung der Regierung entlastete Te Rauparaha, was die Siedler noch mehr verärgerte. Sie führten eine Kampagne mit dem Ziel, Gouverneur Robert FitzRoy abzusetzen.
Im Mai 1846 brachen im Hutt Valley Kämpfe zwischen den Siedlern und Te Rauparahas Neffen Te Rangihaeata aus. Obwohl Te Rauparaha sich als neutral erklärte, wurde er bei einem Dorf in der Nähe des heutigen Plimmerton durch den neuen Gouverneur George Edward Grey verhaftet. Er wurde ohne Gerichtsverfahren festgehalten und nach Auckland verbannt. 1848 erhielt er die Erlaubnis, nach Ōtaki zu seinem Stamm zurückzukehren, ein Jahr später starb er.